# Schwabinggrad Ballett
Das Schwabinggrad Ballett ist ein Hamburger Agitprop-Kollektiv aus dem Umfeld des Buttclubs, das sich im weiten Feld von politischer Aktion, Aktionskunst, Performance, Tanz und Musik bewegt. Neben ihrer Tätigkeit in Musik- und Performance-Projekten nimmt die Gruppe auch als „mobiles Einsatzkommando“ auf Demos, Grenzcamps, Anti-Olympia-Veranstaltungen und anderen politischen Aktionsformen teil. 

## Geschichte
Gegründet wurde das Schwabinggrad Ballett im Jahr 2000 beim NoBorder-Camp. Anfangs nur als Gruppe für subversive Polit-Aktionen auf Demonstrationen, Wirtschaftsgipfeln, Grenzcamps u. ä. gedacht, entwickelten sich im Verlauf auch zunehmend künstlerische Formate, die sowohl im öffentlichen Raum als auch in Theaterkontexten stattfanden. So entstanden auch bereits zwei Platten, die auf dem Berliner Staubgold-Label und dem Hamburger Label Buback veröffentlicht wurden. 
In der aktuellen Besetzung wirken Performer, Künstler und Aktivisten wie Ted Gaier (Goldene Zitronen), Charalambos Ganotis, Sylvi Kretzschmar, Peter Ott, Heike Nöth, Christine Schulz, Margarita Tsomou, Liz Rech und Christoph Twickel mit. Bisherige Mitglieder waren unter anderem Bernadette La Hengst, Frank John, Petra Barz, Elmar Günther, Heiko Marn, Tina Petersen, Christoph Schäfer und Knarf Rellöm.
Seit 2014 arbeitet das Schwabinggrad Ballett mit Aktivisten der Gruppe „Lampedusa in Hamburg“ zusammen, aus der später das Kollektiv Arrivati hervorging.
Dabei entstanden die Performances We are evidence of war (Wiener Festwochen 2014), Platz der unbilligen Lösungen II (Park Fiction Hamburg 2014), Chöre der Kommenden (Live Art Festival, Kampnagel 2015) und Chöre der Angekommenen (HAU, Berlin 2017).

## Name
Der Name „Schwabinggrad Ballett“ setzt sich laut Aussage der Gruppe aus dem Namen des Münchner Stadtviertels Schwabing, in dem es die ersten bohemistischen Straßenmusiker-Krawalle der Bundesrepublik gegeben habe, und dem Namen der Stadt Stalingrad, Ort der größten Niederlage Nazideutschlands im Zweiten Weltkrieg, zusammen.

## Diskografie
- Schwabinggrad Ballett (Staubgold, 2005)
- Arrivati / Schwabinggrad Ballett: Beyond Welcome (Buback, 2016)